# Acura TL
Acura TL (укр. Акура ТеЕл) — легковий середньорозмірний представницький автомобіль, який виробляється компанією Honda під брендом Acura. Він був представлений у 1995 році і прийшов на заміну Acura Vigor, для ринку Японії виготовлявся з 1996 року по 2000 рік під назвою Honda Inspire і з 1996 по 2004 рік, Honda Saber. TL була найпродаванішою моделлю Acura, і займала друге місце серед розкішних седанів в Сполучених Штатах після BMW 3 Серії. На сьогоднішній день випущені чотири покоління Acura TL. Поточна версія не продається в Японії.
Абревіатура TL розшифровується як "Touring Luxury".
На 2016 рік випущено чотири покоління. Безпосередніми конкурентами розкішного седана вважаються BMW 5 Series, Infiniti M, Audi A6 і Cadillac CTS. 

## Перше покоління (UA1-UA3) (1995-1998)

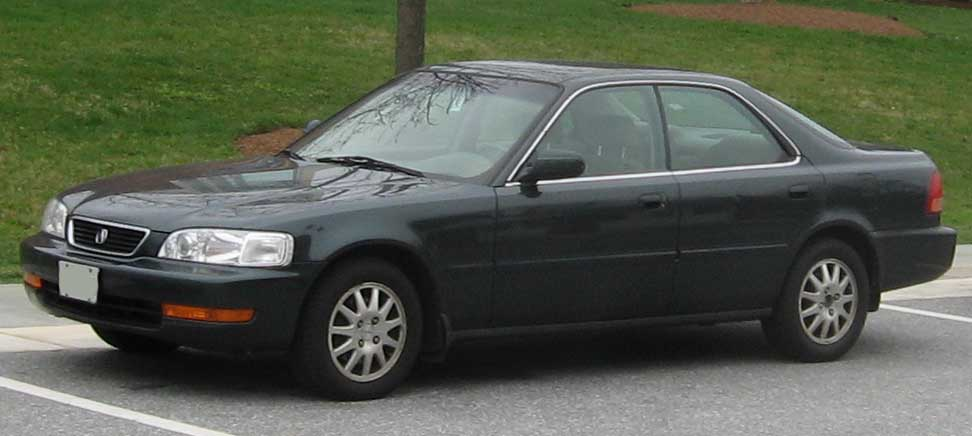
Acura TL (1995-1998)

Перше покоління Acura TL дебютувало у 1996 році, спочатку з 2,5-літровим 5-циліндровим двигуном SOHC 20v потужністю 176 к.с. (131 кВт) від Vigor. Також модель використовувала двигун 3.2 л SOHC 24v V6 200 к.с. (149 кВт) від другого покоління Acura Legend. Дебют TL сигналізував перехід Acura від традиційних назв транспортних засобів до алфавітно-цифрових позначень. Замінюючи впізнавані імена, такі як Vigor і Legend на двобуквенне позначенням, Honda сподівається зосередити увагу споживачів на назві бренду Acura. TL була першою моделлю Acura для прийняття нової схеми маркування.
Перше покоління Acura TL мало стандартні характеристики для тогочасних автомобілів, включаючи подвійні подушки безпеки, антиблокувальні гальма, автоматичний клімат-контроль, аудіосистему на касети та компакт-дисків, а також електросклопідйомники та замки. Шкіра була стандартною для більш висококласної 3,2 TL, в той час як 2,5 TL ознаменувався більш жорсткою підвіскою. Як і його попередник, Vigor, це покоління TL було 4-дверним автомобілем з кузовом типу хардтоп з безкаркасними вікнами.
З 1996 по 1998 рік автомобілі виготовляли на заводі в Саямі, Японія, пізніше виробництво перенесли до США.

### Двигуни
- 2.0 л G20A I5
- 2.5 л G25A, G25A4 I5 176 к.с.
- 3.2 л C32A, C32A6 V6 200 к.с.

## Друге покоління (UA4-UA5) (1999 - 2003)

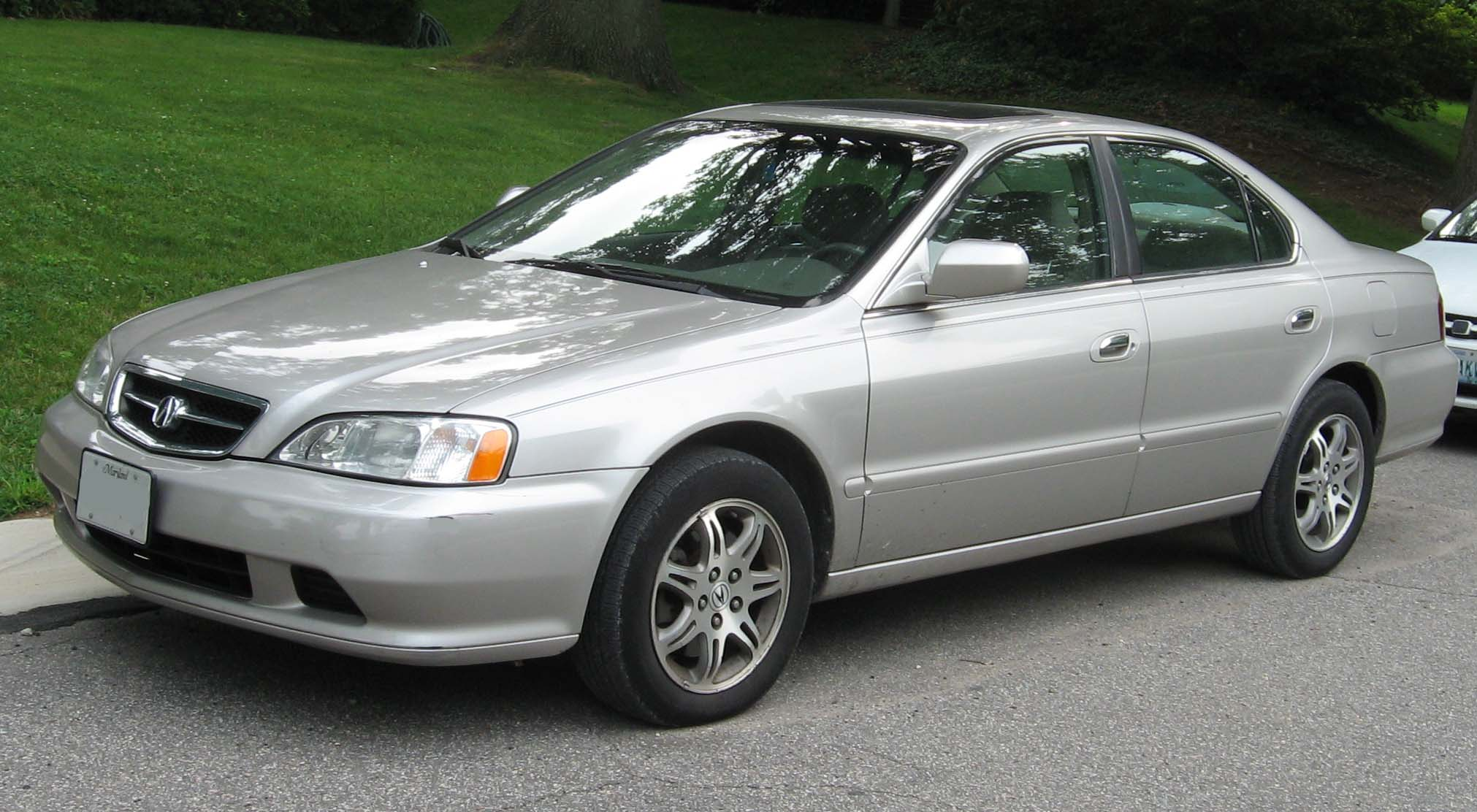
Acura TL (1999-2001)

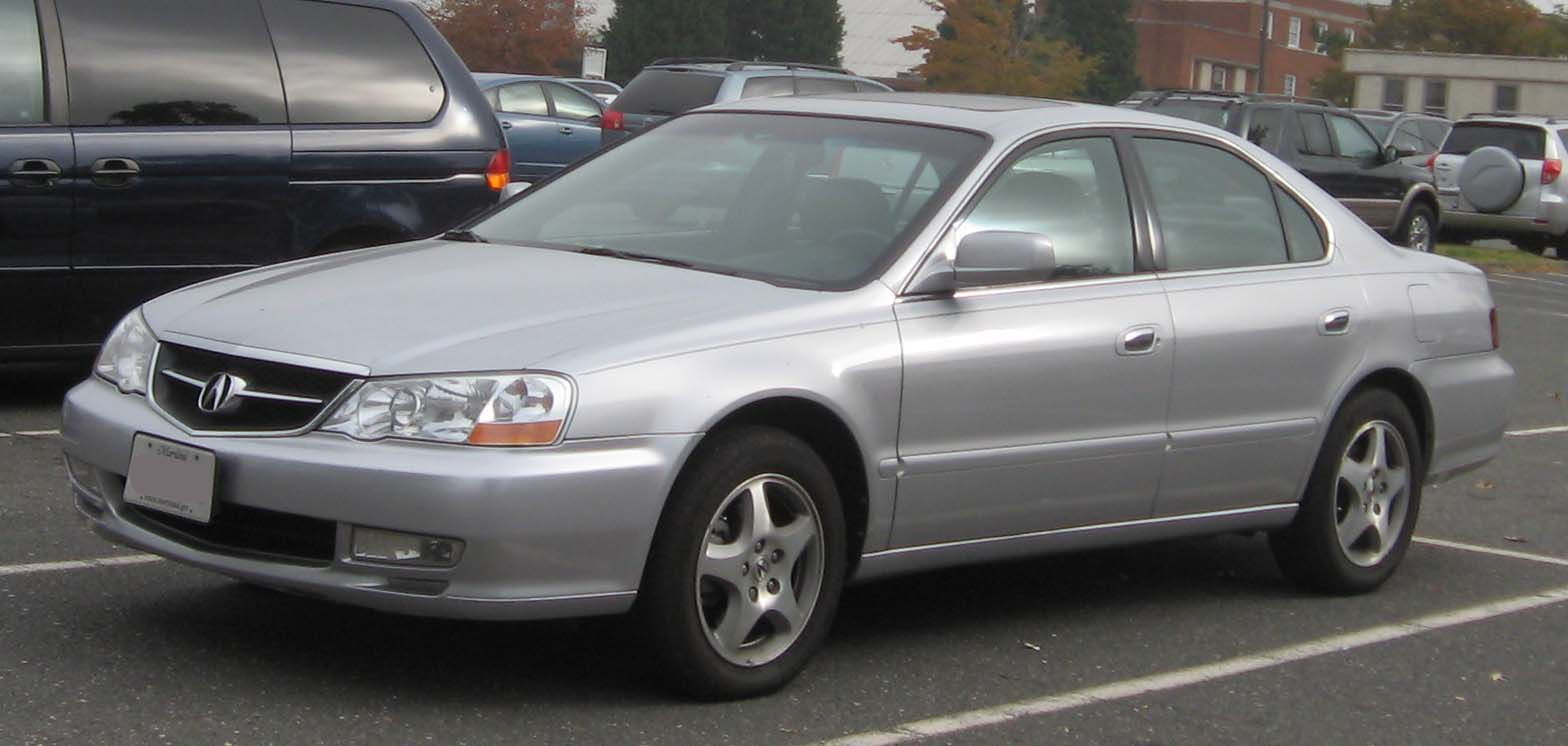
Acura TL (2002-2003)

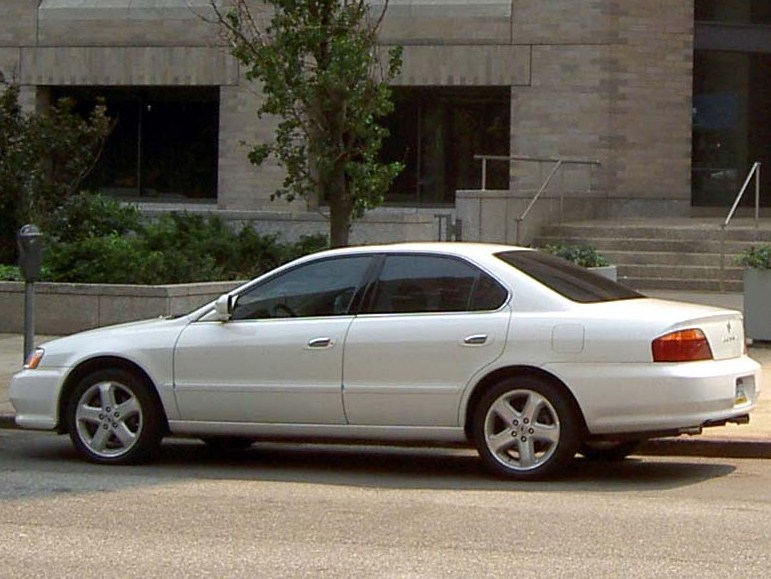
Acura TL (1999-2003)

У 1998 році Honda показала концепт-кар TL-X, демонструючи вигляд майбутнього TL другої генерації, який дебютував восени того ж року. Друга генерація TL (тепер називається 3.2 TL) була випущена в 1998 році і була розроблена на платформі Honda Accord для американського ринку. Автомобіль був доступний з новим двигуном 3.2 л SOHC VTEC J32 V6 225 к.с. (168 кВт), що працює в парі з чотиришвидкісною електронною автоматичною трансмісією SportShift та переднім приводом.
Друга-генерація 3.2 TL (2.5 вже не поставляється на ринок США) була побудована на заводі в Марісвілі (США). Ці автомобілі ввезилися в Японію і продавалися як Honda Inspire в дилерській мережі Honda Clio, а також як Honda Sabre у дилерській мережі Honda Verno. Головною відмінністю між двома автомобілями були передні ґрати радіатора; Inspire і Sabre продавались також з 2.5-літровим двигуном Honda J25A V6, ексклюзивним на японському ринку.
В 2002 році дебютувала оновлена модель, а також спортивна модифікація Acura TL Type-S з двигуном 3.2 л J32A2 V6 потужністю 260 к.с.

### Двигуни
- 2.5 л J25A
- 3.2 л J32A, J32A1 V6 225 к.с.
- 3.2 л J32A2 V6 260 к.с. (Type-S)

## Третє покоління (UA6-UA7) (2004 - 2008)
Третє покоління Acura TL встало на конвеєр 30 вересня 2003 року. 6 жовтня 2003 року автомобіль вийшов на продаж у Північній Америці. Розроблений головним чином у Сполучених Штатах командою під керівництвом Еріка Беркмана з кузовом американського дизайнера Honda Джона Ікеда, новий TL був побудований в Мерісвіль, штат Огайо на шасі 7-го покоління Honda Accord для американського ринку.
Починаючи з цього покоління, ця модель не продавалась в Японії, як Honda Inspire. Inspire відтепер є модифікацією північноамериканських Honda Accord. TL третього покоління трохи менша, ніж модель, яку вона замінила.

### Двигуни
- 3.2 л J32A3 V6 256/270 к.с.
- 3.5 л J35A8 V6 (Type-S) 286 к.с.

|  |  |  |  |

## Четверте покоління (UA8-UA9) (2009-2014)

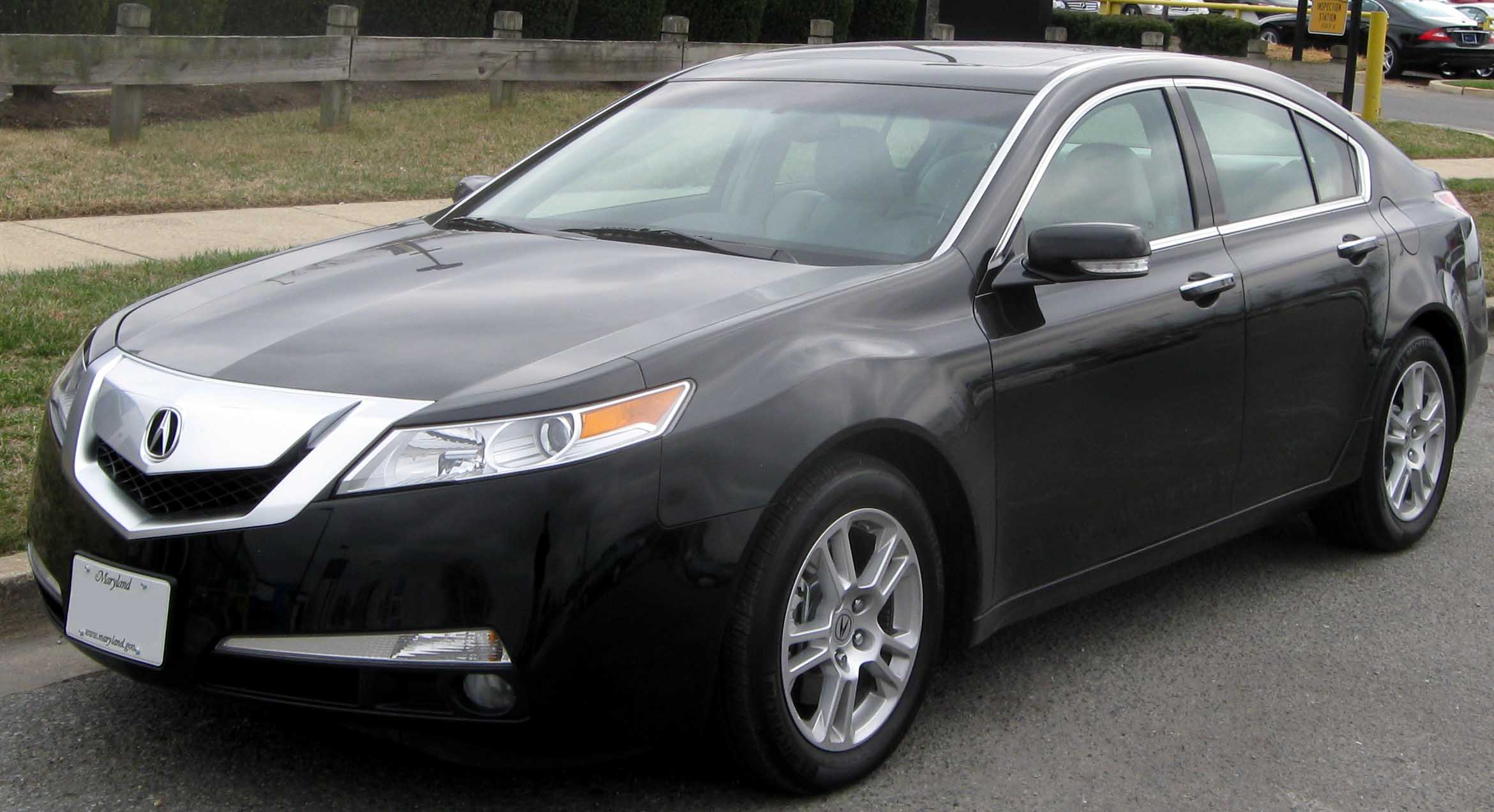
Acura TL (2009-2011)

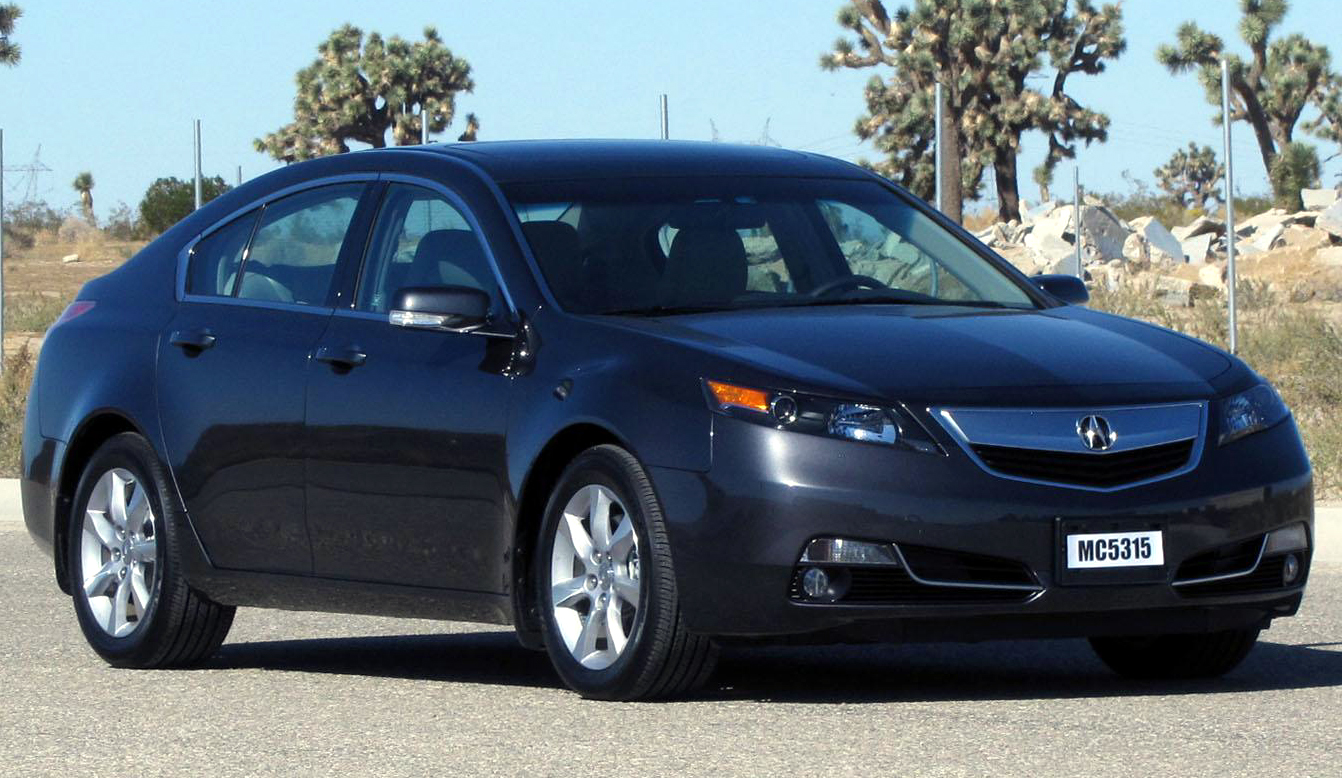
Acura TL (2011-2014)

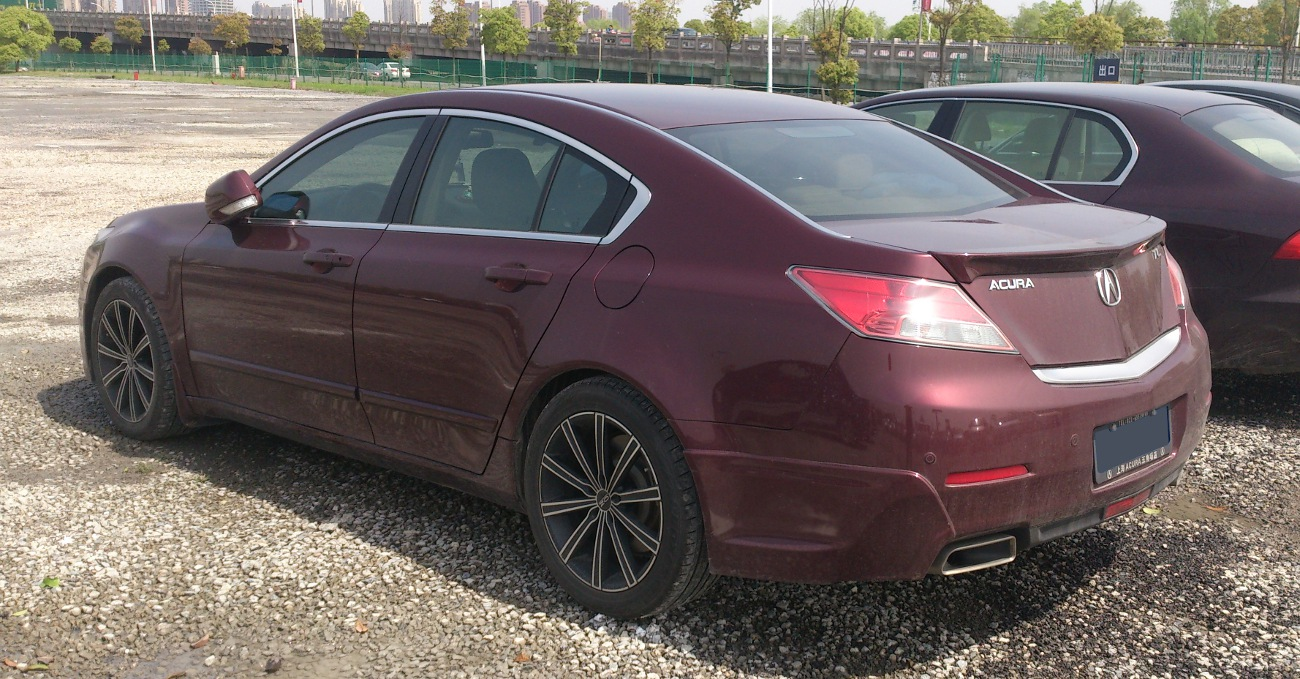

Четверте покоління Acura TL зійшло з конвеєра 23 вересня 2008 року. Автомобіль отримав стиль "Keen Edge Dynamic". На передній частині помітно представлена суперечлива верхня решітка "Power Plenum" Acura. Автомобіль збудовано на базі Honda Accord 8.
Седан Acura TL привабливий, комфортний, добре оснащений автомобіль класу люкс.  Седан отримав специфічну зовнішність. У ході редизайну 2012 року передня та задня частини кузова стали м’якшими. Але навіть після цього екстер’єр автомобіля залишився екстравагантним з дзьобоподібною решіткою радіатора, широкими розкосими фарами та «обрізаною» задньою частиною кузова. Про смаки не сперечаються, тому потенційний покупець має вирішити самостійно чи подобається йому Acura TL. Базовими для седана є 17-дюймові диски коліс з алюмінієвого сплаву. Моделі вищої комплектації оснащені 18 та 19-дюймовими дисками. 
Салон вишуканого седана вміщує п’ятьох людей. Комфортні передні сидіння мають функцію підігріву. Моделі SH-AWD з повним приводом оснащені більш об’ємними бічними валиками. Сидіння стандартно оздоблені шкірою. Але центральна частина консолі перенасичена елементами управління клімат-контролю, аудіосистеми та системи навігації. Місця для задніх пасажирів достатньо. Об’єм багажного відділення дорівнює 0.37 м3 у передньопривідних моделях та 0.35 м3у повнопривідних. Задні сидіння не складаються, але центральне сидіння підлаштовується для перевезення довгих предметів. 
Базова модель отримала: шкіряну обшивку, передні сидіння з електроприводом та підігрівом, двозонний клімат-контроль, люк з електроприводом, ксенонові фари та аудіо систему на 8 динаміків з AM/FM/CD/USB та Bluetooth-сполученням. Повнопривідні моделі додадуть потужнішу версію двигуна та більші колеса. Моделі з пакетом «Technology» можуть похвалитись: сучасною аудіосистемою на 10 динаміків з жорстким диском, системою навігації, функцією відкривання дверей без ключа, камерою заднього виду та клімат-контролем, під’єднаним до GPS. Пакет «Advance» доповнить базу TL функцією вентиляції передніх сидінь та моніторингом сліпих зон.

### Двигуни
- 3.5 л J35Z6 V6 280 к.с.
- 3.7 л J37A4 V6 305 к.с. (SH-AWD)

## Продажі в США
| Рік  | Усього |
| ---- | ------ |
| 1999 | 56,566 |
| 2000 | 67,033 |
| 2001 | 69,484 |
| 2002 | 60,764 |
| 2003 | 56,770 |
| 2004 | 77,895 |
| 2005 | 78,218 |
| 2006 | 71,348 |
| 2007 | 58,545 |
| 2008 | 48,766 |
| 2009 | 33,620 |

## Зноски
1. ↑  Best-Selling Luxury Cars 2005 - Forbes.com. Архів оригіналу за 27 вересня 2010. Процитовано 3 липня 2010.
2. ↑  Як ми тестували Acura TL. automoto.ua. Архів оригіналу за 26 листопада 2016. Процитовано 25 листопада 2016.
3. ↑  Honda Media Newsroom Release: American Honda Sets All-Time Sales Records. Hondanews.com. Архів оригіналу за 7 липня 2013. Процитовано 14 вересня 2009. [Архівовано 2012-07-23 у Wayback Machine.]
4. ↑  Honda Media Newsroom Release: American Honda Sets New All-Time Sales Record for 2002. Hondanews.com. Архів оригіналу за 7 липня 2013. Процитовано 14 вересня 2009. [Архівовано 2013-09-02 у Wayback Machine.]
5. ↑  Honda Media Newsroom Release: American Honda Sets New All-Time Sales Record. Hondanews.com. Архів оригіналу за 7 липня 2013. Процитовано 14 вересня 2009. [Архівовано 2012-07-23 у Wayback Machine.]
6. ↑  Honda Media Newsroom Release: American Honda Posts 10th Consecutive Year of Record Sales in 2006. Hondanews.com. Архів оригіналу за 7 липня 2013. Процитовано 14 вересня 2009. [Архівовано 2012-07-22 у Wayback Machine.]
7. ↑  Honda Media Newsroom Release: American Honda Reports 2008 Annual and December Monthly Sales. Hondanews.com. Архів оригіналу за 7 липня 2013. Процитовано 14 вересня 2009. [Архівовано 2013-05-12 у Wayback Machine.]
8. ↑  American Honda December Sales Up 15.6 Percent. Архів оригіналу за 9 січня 2010. Процитовано 3 липня 2010.